# Old Memories
Old Memories é uma canção recordada pela cantora, compositora e produtora americana Alicia Keys para seu oitavo álbum de estúdio, Keys (2021).
Em uma postagem em suas redes sociais declarou:
| “ | "Old Memories é uma das minhas canções FAVORITAS do #KEYS. Tem a fórmula de compasso que adoro, 6/8 ou 3/4 como 'Fallin' ou 'If I ainn't you'. Algo especial acontece com esse ritmo para mim" ... | ” |

## Composição
"Old Memories" foi lançada em duas versões, a versão Originals foi escrita por Keys em parceria com Natalie Hemby e produzida por Keys. 
Já a versão Unlocked foi escrita por Keys, Hemby, Mike WiLL Made It, Darkchild e produzida por Keys e Mike Will Made-It.
Em uma postagem em suas redes sociais ela falou sobre a canção:

"Essa música é sobre como os momentos são preciosos. Todos nós perdemos alguém ou algo que amávamos profundamente. O amor nunca vai embora, mas o tempo passa e as memórias criadas são realmente as únicas coisas que temos para lembrar de nossos entes queridos. Eu amo essa música porque ela lembra que todos os dias estamos criando novas memórias e todos os dias temos que nos lembrar de nos apegar a essas pessoas e momentos especiais em nossas vidas. Cuide deles agora, esteja presente com eles agora, apareça para eles agora e crie novas memórias ao longo do caminho. Também adoro a forma como homenageia aqueles que vieram antes de nós, aqueles em cujos ombros estamos e como eles estão conosco, bem ao nosso lado. Nos segurando. Lembrando-nos de quem somos e de onde viemos".

## Videoclipe
Seu videoclipe na versão Originals, foi lançado simultaneamente ao álbum em seu canal oficial do Youtube/Vevo em 10 de Dezembro de 2021. 
No video, Keys convida todos a entrar em estado de sonho. Foi dirigido por Sylvia M. Zakhary e Sing J. 
O vídeo foi incluído no projeto, "KEYS: A Short Film" um curta-metragem lançado para divulgar o álbum, lançado em 17 de Dezembro de 2021 também em sua página do Youtube.

## Recepção da Crítica
Nick Levine da NME a comparou ao início da carreira de Whitney Houston. Alex Petridis do The Guardian chamou de "balada retro-soul que tem o ritmo acelerado". Jon Dolarn da Rolling Stone disse que "vai dos anos 60 de Aretha Franklin  aos anos 80 de Chaka Khan.

## Créditos (Versão Originals)
| - Alicia Keys - vocais principais, vocais de apoio, composição - Natalie Hemby - vocais de apoio, piano, composição - Steve Wolf - bateria - Adam Blackstone - baixo - Tim Stewart - guitarra elétrica | - Alicia Keys - produção, produção musical - Ann Mincieli - engenharia de mixagem, engenharia de gravação - Aaron Jhenke - assistente de engenharia - Kevin Peterson - assistente de engenharia - Dave Kutch - engenharia de masterização - Sam Morton - assistente de produção |